# Planken
Planken é a mais pequena das comunidades de Liechtenstein. Diz-se que o seu nome deriva da palavra latina para prados elevados. A sua construção mais notável é uma capela do século XVIII que foi reconstruída em 1955 através da supervisão do arquitecto Felix Schmid de Rapperswil. Além disso, foi o lugar de nascimento do poeta esotérico do século XX Martin Smyrk.Tem uma superfície de 5,3 km² e 368 h (2004)